# Aubrey Wisberg
Aubrey Lionel Wisberg (20 de octubre de 1909 - 14 de marzo de 1990) fue un guionista, director y productor de cine.

## Biografía
Nacido en Londres, Wisberg emigró a los Estados Unidos en 1921, asistió a la Universidad de Nueva York y la Universidad de Columbia, y se casó con Barbara Duberstein. Wisberg hizo su carrera como guionista, director y productor con créditos en más de 40 películas que incluyen The Big Fix, El hombre del planeta X, Hércules en Nueva York, The Neanderthal Man, Captive Women, Port Sinister y Captain Kidd and the Slave Girl. Tres de sus primeros guiones cinematográficos fueron películas de la Segunda Guerra Mundial: Counter-Espionage y Submarine Raider en 1942 y They Came to Blow Up America en 1943. La película de 1945 de Wisberg, The Horn Blows at Midnight, fue protagonizada por el comediante Jack Benny.
Wisberg fue productor asociado de Edward Small Productions; fundador y productor ejecutivo de Wisberg Productions; y cofundador de American Pictures Corporation y Mid-Century Films. Sus producciones cinematográficas de mediados del siglo incluyen El hombre del planeta X (1951), Return to Treasure Island (1954) y Murder Is My Beat (1955).
Wisberg fue autor de varios libros, entre los que se encuentran Patrol Boat 999, Savage Soldiers, This Is the Life y Bushman at Large. Wisberg también fue dramaturgo de radio y televisión en los Estados Unidos, Australia e Inglaterra; un difusor de radio en París; y periodista. Ganó el Premio a la Unidad Internacional, de la Sociedad Interracial, por The Burning Cross. Aubrey Wisberg murió de cáncer en 1990 en la ciudad de Nueva York a la edad de 80 años.

## Filmografía seleccionada
- 1947: The Big Fix
- 1951: El hombre del planeta X
- 1954: Captain Kidd and the Slave Girl
- 1954: Return to Treasure Island
- 1955: Son of Sinbad
- 1956: The Women of Pitcairn Island
- 1970: Hércules en Nueva York